# Список умерших в 1240 году

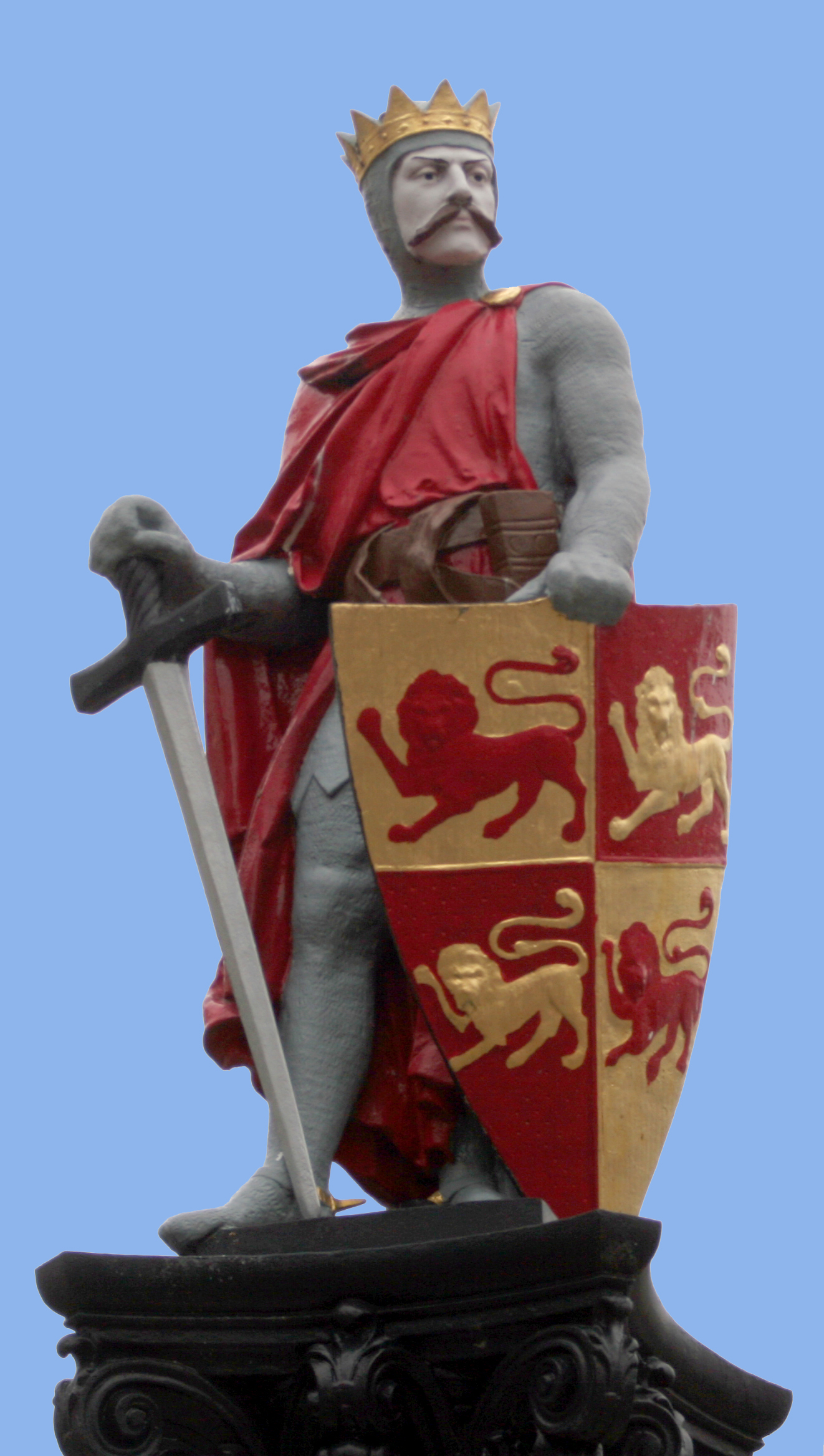
Лливелин ап Иорверт

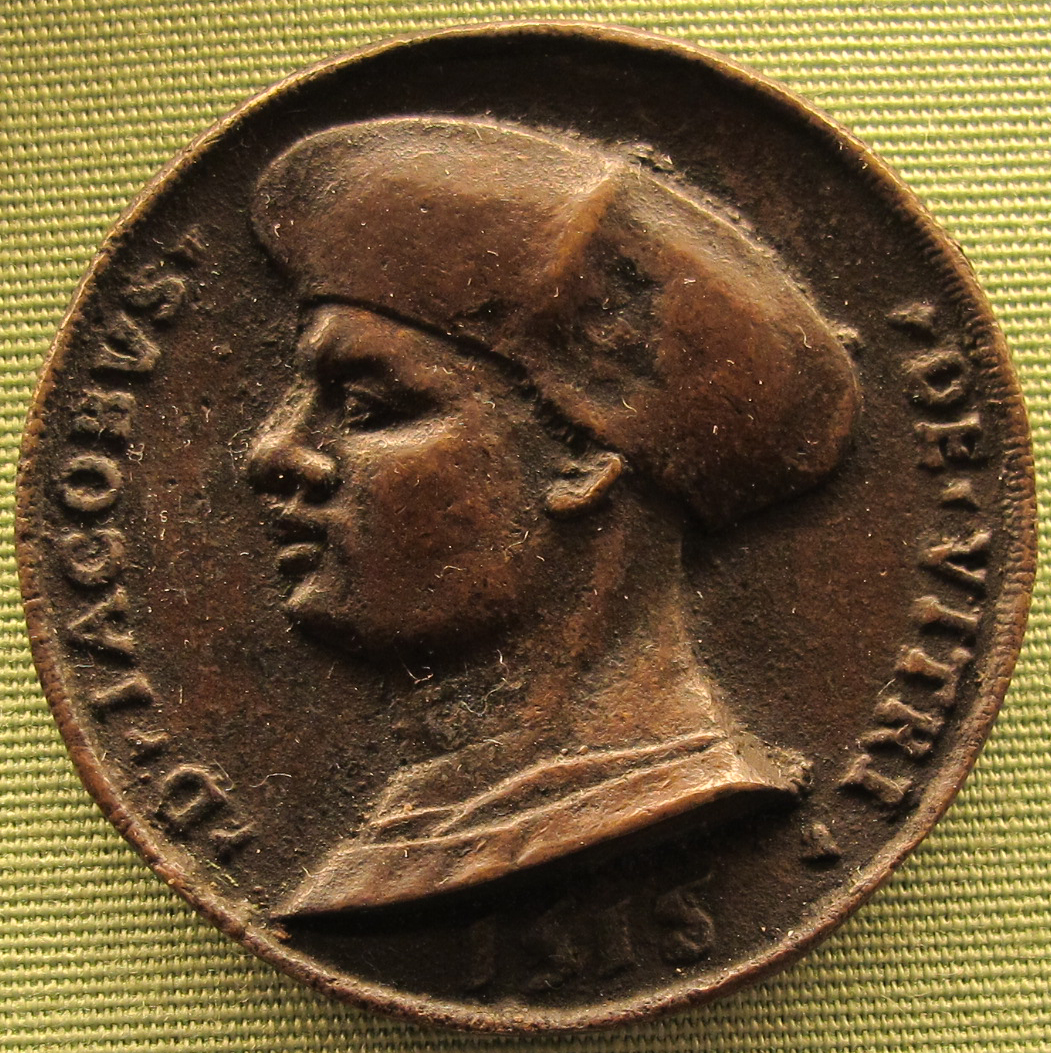
Жак де Витри

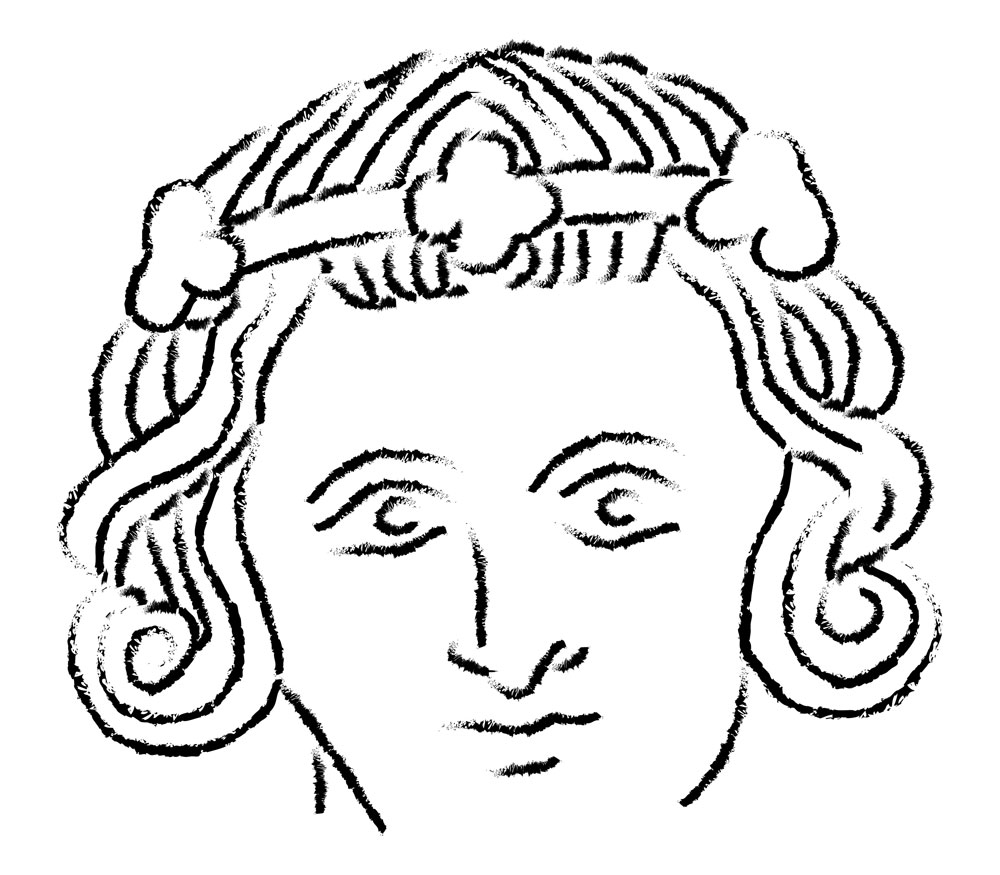
Скуле Бордссон

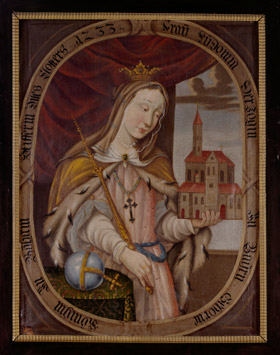
Людмила Чешская

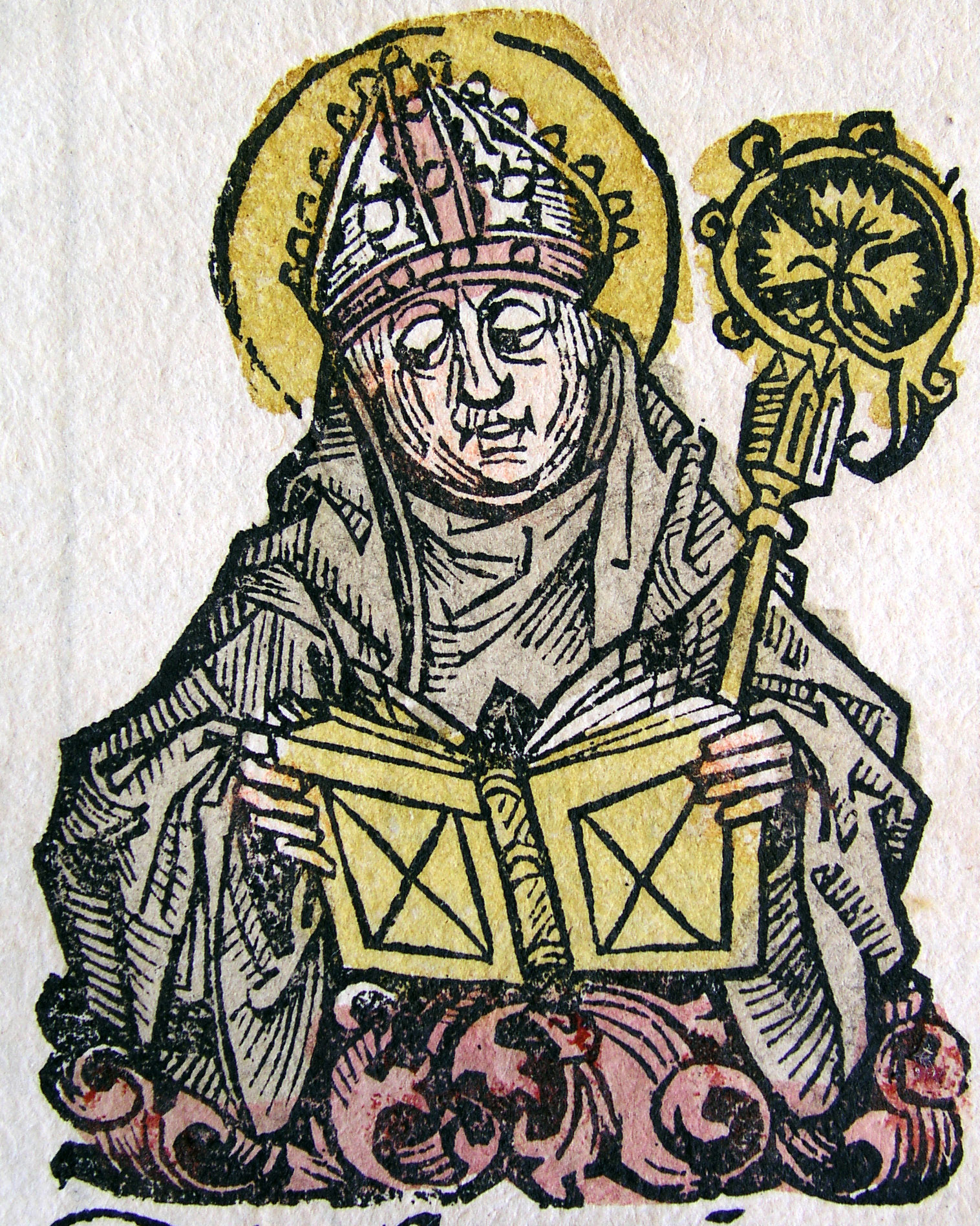
Эдмунд Рич

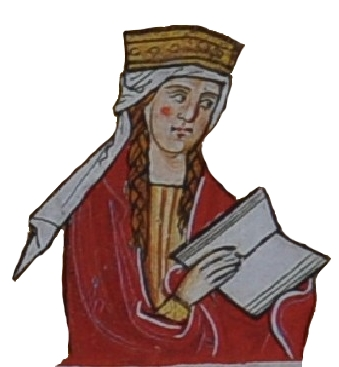
Констанция Венгерская

В этой статье представлен список известных людей, умерших в 1240 году.
См. также: Категория:Умершие в 1240 году

## Январь
- 17 января — Изабелла Маршал (39) — графиня Хартфорда и Глостера, жена Гилберта де Клер, 4-го графа Хартфорд; затем жена Ричарда Корнуоллского.
- Перегрин из Вартенберка[нем.] — епископ Праги (1223—1226)

## Февраль
- 18 февраля — Ходзё Токифуза[англ.] — японский высокопоставленный чиновник, первый Рокухара тандай (1221—1225), первый реншо (1225—1240)

## Март
- 6 марта — Сильвестр Ассизский[англ.] — ближайший сподвижник Франциска Ассизского

## Апрель
- 11 апреля — Лливелин ап Иорверт — Принц Гвинеда (1195—1240), Принц Уэльский (1208—1240), Король Южного Поуиса (1208—1212, 1216—1240)

## Май
- 1 мая — Жак де Витри — епископ Акко (1216—1227), кардинал-епископ Фраскати (1228—1240), декан Коллегии кардиналов (1237—1240), французский историк.
- 24 мая — Скуле Бордссон — Ярл Норвегии, претендент на королевский престол в 1239—1240 годах, после гибели которого закончилась эпоха гражданских войн в Норвегии (1130—1240), убит
- 27 мая — Уильям де Варенн, 5-й граф Суррей — граф Суррей (1202—1240)
- 31 мая — Анастасия Великопольская (до 1164—не ранее 31 мая 1240) — княгиня Померании, жена Богуслава I

## Июнь
- 24 июня — Генрих I (епископ Мейсена)[нем.] — епископ Мейсена (1228—1240)
- Герман II — Константинопольский патриарх (1223—1240)

## Июль
- 6 июля — Анри де Дрё — архиепископ Реймса (1227—1240).
- 22 июля — Джон де Ласи — 1-й граф Линкольн (1232—1240).
- 24 июля — Конрад Тюрингский — Великий Магистр Тевтонского ордена (1239—1240).
- 29 июля — Константин Косинский, преподобный Русской православной церкви, игумен Косинского монастыря.

## Август
- 5 августа — Людмила Чешская — чешская княжна, жена герцога Баварии Людвига I.
- 31 августа — Раймунд Ноннат — глава ордена мерседариев, кардинал, святой римско-католической церкви, покровитель Доминиканской республики

## Октябрь
- 13 октября — Разия-султан — султанша Дели (1036—1040), единственная женщина на делийском престоле, казнена.
- 17 октября — Роберт[нем.] — епископ Оломоуца (1201—1240)

## Ноябрь
- 10 ноября — Ибн Араби (75) — исламский богослов из Испании, крупнейший представитель и теоретик суфизма.
- 14 ноября — Серапион Алжирский — святой римско-католической церкви, мученик.
- 16 ноября — Рич, Эдмунд (64) — английский церковный деятель, философ и теолог, архиепископ Кентерберийский (1233—1240), святой римско-католической церкви.

## Декабрь
- 6 декабря — Констанция Венгерская (60) — королева Чехии (1199—1230), жена Пржемысла Отакара I.
- 10 декабря — Конрад из Лихтенау — средневековый германский хронист.

## Дата неизвестна или требует уточнения
- Абусеридзе, Тбели[англ.] — грузинский учёный и религиозный писатель, святой Грузинской православной церкви.
- Авраам ибн-Хасдай, испанский иудей, переводчик с арабского языка на еврейский.
- Александр из Вильдьё — французский монах-минорит, поэт, грамматик, математик и схоластический писатель
- Альберт Пизанский[англ.] — генеральный министр ордена францисканцев (1239—1240).
- Альваро Перес де Кастро эль-Кастельяно, кастильский дворянин.
- Аль-Муджахид[англ.] — Айюбидский эмир Хомса (1186—1240).
- Аманьё VI д’Альбре, сеньор Альбре.
- Анна Французская — жена императоров Алексея II Комнина и Андроника I Комнина. Дата смерти предположительна.
- Баба Ильяс, суфийский шейх, идеологический лидер восстания Бабаи (1239—1240).
- Вопадева, индийский грамматик.
- Гартман — граф Вюртемберга (ок. 1181—1240).
- Григорий Никомидийский, греческий православный иеромонах, аскет, преподобный.
- Митрополит Иосиф — Митрополит Киевский и всея Руси (1236—1240)
- Мефодий II — Константинопольский патриарх (1240)
- Усман I — маринидский правитель Марокко (1217—1240)
- Томас Молтон — главный судья Верховного суда Англии (1229–1233, 1234–1236)
- Фицалан, Джон, барон Освестри — лорд Освестри и Клан (1206—1240)
- Цезарий Гейстербахский — цистерцианский монах, немецкий писатель, теолог. Дата смерти предположительна.
- Ямал-ад-Дин Якут[англ.] — ближайший сподвижник Разии-султана, убит